# Primera B (Chile)
A Primera B do Chile ou Primera División B do Chile é uma competição masculina equivalente à segunda divisão do futebol chileno. O certame é organizado pela Associação Nacional de Futebol Profissional (em espanhol: Asociación Nacional de Fútbol Profesional, ANFP), um dos ramos da Federação de Futebol do Chile (em espanhol: Federación de Fútbol de Chile, FFCh) e corresponde a uma das três divisões profissionais do Campeonato Chileno de Futebol.
Fundada em 1952 como Segunda División, a competição que só adotou seu atual nome (Primera B) em 1996, tem servido como via de acesso para as equipes que buscam uma vaga na Primera División, a elite do futebol chileno. Desde 2021, a liga é comercialmente conhecida como Campeonato Ascenso Betsson (por conta do patrocínio da empresa sueca operadora de jogos de azar on-line), e conta com a participação de 16 times, garantindo duas vagas automáticas para a Primera División e rebaixando um clube para a Segunda División (terceira divisão) da temporada seguinte.

## Visão geral
| Organizadora               | Associação Nacional de Futebol Profissional (ANFP) |
| Patrocinador               | Betsson                                            |
| Nome oficial do campeonato | Campeonato Ascenso Betsson                         |
| Sistema de disputa         | Misto (pontos corridos + "mata-mata")              |

## Lista dos campeões
| Ano             | Campeão                   | Vice-campeão              | Play-offs do Acesso | Ref.              |
| --------------- | ------------------------- | ------------------------- | ------------------- | ----------------- |
| 1952            | Palestino                 | Rangers                   |                     | [ 1 ] [ 5 ] [ 6 ] |
| 1953            | Thomas Bata de Peñaflor   | América de Rancagua       |                     | [ 1 ] [ 5 ] [ 6 ] |
| 1954            | O'Higgins Braden          | América de Rancagua       |                     | [ 1 ] [ 5 ] [ 6 ] |
| 1955            | San Luis                  | Unión La Calera           |                     | [ 1 ] [ 5 ] [ 6 ] |
| 1956            | Universidad Católica      | Deportes La Serena        |                     | [ 1 ] [ 5 ] [ 6 ] |
| 1957            | Deportes La Serena        | Santiago Morning          |                     | [ 1 ] [ 5 ] [ 6 ] |
| 1958            | San Luis                  | Santiago Morning          |                     | [ 1 ] [ 5 ] [ 6 ] |
| 1959            | Santiago Morning          | Green Cross-Santiago      |                     | [ 1 ] [ 5 ] [ 6 ] |
| 1960            | Green Cross-Santiago      | Deportes La Serena        |                     | [ 1 ] [ 5 ] [ 6 ] |
| 1961            | Unión La Calera           | Unión San Felipe          |                     | [ 1 ] [ 5 ] [ 6 ] |
| 1962            | Coquimbo Unido            | San Antonio Unido         |                     | [ 1 ] [ 5 ] [ 6 ] |
| 1963            | Green Cross-Santiago      | Trasandino                |                     | [ 1 ] [ 5 ] [ 6 ] |
| 1964            | O'Higgins                 | Lister Rossel de Linares  |                     | [ 1 ] [ 5 ] [ 6 ] |
| 1965            | Ferrobádminton            | Huachipato                |                     | [ 1 ] [ 5 ] [ 6 ] |
| 1966            | Huachipato                | Coquimbo Unido            |                     | [ 1 ] [ 5 ] [ 6 ] |
| 1967            | Deportes Concepción       | Lota Schwager             |                     | [ 1 ] [ 5 ] [ 6 ] |
| 1968            | Antofagasta Portuario     | San Luis                  |                     | [ 1 ] [ 5 ] [ 6 ] |
| 1969            | Lota Schwager             | Ñublense                  |                     | [ 1 ] [ 5 ] [ 6 ] |
| 1970            | Unión San Felipe          | Iberia Los Ángeles        |                     | [ 1 ] [ 5 ] [ 6 ] |
| 1971            | Naval de Talcahuano       | Ñublense                  |                     | [ 1 ] [ 5 ] [ 6 ] |
| 1972            | Palestino                 | Ferroviarios              |                     | [ 1 ] [ 5 ] [ 6 ] |
| 1973            | Deportes Aviación         | Ñublense                  |                     | [ 1 ] [ 5 ] [ 6 ] |
| 1974            | Santiago Morning          | Everton                   |                     | [ 1 ] [ 5 ] [ 6 ] |
| 1975            | Universidad Católica      | Deportes Ovalle           |                     | [ 1 ] [ 5 ] [ 6 ] |
| 1976            | Ñublense                  | O'Higgins                 |                     | [ 1 ] [ 5 ] [ 6 ] |
| 1977            | Coquimbo Unido            | Rangers                   |                     | [ 1 ] [ 5 ] [ 6 ] |
| 1978            | Santiago Wanderers        | Naval de Talcahuano       |                     | [ 1 ] [ 5 ] [ 6 ] |
| 1979            | Deportes Iquique          | Magallanes                |                     | [ 1 ] [ 5 ] [ 6 ] |
| 1980            | San Luis                  | Ñublense                  |                     | [ 1 ] [ 5 ] [ 6 ] |
| 1981            | Deportes Arica            | Santiago Morning          |                     | [ 1 ] [ 5 ] [ 6 ] |
| 1982            | Fernández Vial            | Everton                   |                     | [ 1 ] [ 5 ] [ 6 ] |
| 1983            | Cobresal                  | San Luis                  |                     | [ 1 ] [ 5 ] [ 6 ] |
| 1984            | Unión La Calera           | Deportes Concepción       |                     | [ 1 ] [ 5 ] [ 6 ] |
| 1985            | Trasandino                | Fernández Vial            |                     | [ 1 ] [ 5 ] [ 6 ] |
| 1986            | Lota Schwager             | O'Higgins                 |                     | [ 1 ] [ 5 ] [ 6 ] |
| 1987            | Deportes La Serena        | Deportes Valdivia         |                     | [ 1 ] [ 5 ] [ 6 ] |
| 1988            | Rangers                   | Unión San Felipe          |                     | [ 1 ] [ 5 ] [ 6 ] |
| 1989            | Universidad de Chile      | Palestino                 |                     | [ 1 ] [ 5 ] [ 6 ] |
| 1990            | Provincial Osorno         | Coquimbo Unido            |                     | [ 1 ] [ 5 ] [ 6 ] |
| 1991            | Deportes Temuco           | Huachipato                |                     | [ 1 ] [ 5 ] [ 6 ] |
| 1992            | Provincial Osorno         | Deportes Iquique          |                     | [ 1 ] [ 5 ] [ 6 ] |
| 1993            | Rangers                   | Cobresal                  |                     | [ 1 ] [ 5 ] [ 6 ] |
| 1994            | Deportes Concepción       | Huachipato                |                     | [ 1 ] [ 5 ] [ 6 ] |
| 1995            | Santiago Wanderers        | Audax Italiano            |                     | [ 1 ] [ 5 ] [ 6 ] |
| 1996            | Deportes La Serena        | Deportes Puerto Montt     |                     | [ 1 ] [ 5 ] [ 6 ] |
| 1997–Apertura   | Rangers                   | Everton                   |                     | [ 1 ] [ 5 ] [ 6 ] |
| 1997–Clausura   | Deportes Iquique          | Everton                   |                     | [ 1 ] [ 5 ] [ 6 ] |
| 1998            | Cobresal                  | O'Higgins                 |                     | [ 1 ] [ 5 ] [ 6 ] |
| 1999            | Unión Española            | Santiago Wanderers        |                     | [ 1 ] [ 5 ] [ 6 ] |
| 2000            | Unión San Felipe          | Rangers                   |                     | [ 1 ] [ 5 ] [ 6 ] |
| 2001            | Deportes Temuco           | Cobresal                  |                     | [ 1 ] [ 5 ] [ 6 ] |
| 2002            | Deportes Puerto Montt     | Universidad de Concepción |                     | [ 1 ] [ 5 ] [ 6 ] |
| 2003            | Everton                   | Deportes La Serena        |                     | [ 1 ] [ 5 ] [ 6 ] |
| 2004            | Deportes Melipilla        | Deportes Concepción       |                     | [ 1 ] [ 5 ] [ 6 ] |
| 2005            | Santiago Morning          | Deportes Antofagasta      |                     | [ 1 ] [ 5 ] [ 6 ] |
| 2006            | Deportes Melipilla        | Ñublense                  |                     | [ 1 ] [ 5 ] [ 6 ] |
| 2007            | Provincial Osorno         | Rangers                   |                     | [ 1 ] [ 5 ] [ 6 ] |
| 2008            | Curicó Unido              | Municipal Iquique         |                     | [ 1 ] [ 5 ] [ 6 ] |
| 2009            | Unión San Felipe          | Santiago Wanderers        |                     | [ 1 ] [ 5 ] [ 6 ] |
| 2010            | Deportes Iquique          | Unión La Calera           |                     | [ 1 ] [ 5 ] [ 6 ] |
| 2011            | Deportes Antofagasta      | Rangers                   |                     | [ 1 ] [ 5 ] [ 6 ] |
| 2012            | San Marcos de Arica       | Ñublense                  |                     | [ 1 ] [ 5 ] [ 6 ] |
| 2013–Transición | Universidad de Concepción | Curicó Unido              |                     | [ 1 ] [ 5 ] [ 6 ] |
| 2013–14         | San Marcos de Arica       | Barnechea                 |                     | [ 1 ] [ 5 ] [ 6 ] |
| 2014–15         | San Luis                  | Unión San Felipe          |                     | [ 1 ] [ 5 ] [ 6 ] |
| 2015–16         | Deportes Temuco           | Curicó Unido              |                     | [ 1 ] [ 5 ] [ 6 ] |
| 2016–17         | Curicó Unido              | San Marcos de Arica       |                     | [ 1 ] [ 5 ] [ 6 ] |
| 2017–Transición | Unión La Calera           | Copiapó                   |                     | [ 1 ] [ 5 ] [ 6 ] |
| 2018            | Coquimbo Unido            | Cobreloa                  |                     | [ 1 ] [ 5 ] [ 6 ] |
| 2019            | Santiago Wanderers        | Deportes La Serena        |                     | [ 1 ] [ 5 ] [ 6 ] |
| 2020            | Ñublense                  | Copiapó                   |                     | [ 1 ] [ 5 ]       |
| 2021            | Coquimbo Unido            | Copiapó                   |                     | [ 1 ] [ 5 ]       |
| 2022            | Magallanes                | Cobreloa                  |                     | [ 1 ]             |
| 2023            | Cobreloa                  | Deportes Iquique          |                     | [ 7 ]             |
| 2024            | Deportes La Serena        | Magallanes                |                     | [ 8 ]             |

### Títulos por clube
| Total | Clube                     | Ano(s) do(s) título(s)                                                |
| ----- | ------------------------- | --------------------------------------------------------------------- |
| 5     | Temuco                    | 1960 (como Green Cross), 1963 (como Green Cross), 1991, 2001, 2015–16 |
| 4     | Deportes La Serena        | 1957, 1987, 1996, 2024                                                |
| 4     | Coquimbo Unido            | 1962, 1977, 2018, 2021                                                |
| 4     | San Luis de Quillota      | 1955, 1958, 1980, 2014–15                                             |
| 3     | Rangers                   | 1988, 1993, 1997–Apertura                                             |
| 3     | Santiago Morning          | 1959, 1974, 2005                                                      |
| 3     | Provincial Osorno         | 1990, 1992, 2007                                                      |
| 3     | Unión San Felipe          | 1970, 2000, 2009                                                      |
| 3     | Deportes Iquique          | 1979, 1997–Clausura, 2010                                             |
| 3     | San Marcos de Arica       | 1981 (como Deportes Arica), 2012, 2013–14                             |
| 3     | Unión La Calera           | 1961, 1984, 2017–Transición                                           |
| 3     | Santiago Wanderers        | 1978, 1995, 2019                                                      |
| 2     | O'Higgins                 | 1954, 1964                                                            |
| 2     | Palestino                 | 1952, 1972                                                            |
| 2     | Universidad Católica      | 1956, 1975                                                            |
| 2     | Lota Schwager             | 1969, 1986                                                            |
| 2     | Deportes Concepción       | 1967, 1994                                                            |
| 2     | Ñublense                  | 1976, 2020                                                            |
| 2     | Cobresal                  | 1983, 1998                                                            |
| 2     | Deportes Melipilla        | 2004, 2006                                                            |
| 2     | Deportes Antofagasta      | 1968 (como Antofagasta Portuario), 2011                               |
| 2     | Curicó Unido              | 2008, 2016–17                                                         |
| 1     | Thomas Bata               | 1953                                                                  |
| 1     | Ferrobádminton            | 1965                                                                  |
| 1     | Huachipato                | 1966                                                                  |
| 1     | Naval                     | 1971                                                                  |
| 1     | Deportes Aviación         | 1973                                                                  |
| 1     | Fernandez Vial            | 1982                                                                  |
| 1     | Trasandino                | 1985                                                                  |
| 1     | Universidad de Chile      | 1989                                                                  |
| 1     | Unión Española            | 1999                                                                  |
| 1     | Puerto Montt              | 2002                                                                  |
| 1     | Everton                   | 2003                                                                  |
| 1     | Universidad de Concepción | 2013–Transición                                                       |
| 1     | Magallanes                | 2022                                                                  |
| 1     | Cobreloa                  | 2023                                                                  |